# 中山东路 (镇江)
中山东路是江苏省镇江市的东西向干道。
东至梦溪路，西至电力路、运河路口，全长1982米，宽40米。该路在1929年以前原为东西贯通镇江城内的一系列条石小街，从东至西各段的名称分为：小市口、城隍庙、五条街、参府衙门、大市口、红旗口、竹竿巷。1929年，国民政府建都南京后，江苏省会迁往镇江，随即开始兴建的第一批市政工程中，就将上述条石小街拓宽改建为近代马路，取名中山路，大市口中心曾建有一座石塔，名中山塔（已于1977年拆除）。1966年文化大革命开始，中山路更名为红卫路。文革结束后又恢复中山路旧名。1985年劳动路改名为中山西路，将中山路更名为中山东路。